# Lê Văn Bảy
Lê Văn Bảy là Thiếu tướng , Phó Giám đốc về Chính trị Học viện Lục quân (6/2005- 4/2006) đã nghỉ hưu. Ông nguyên là Chính Ủy Học viện Lục Quân  (4/2006-2/2009).

## Tiểu sử
Lê Văn Bảy sinh năm 1948, quê quán tại xã Tân Ninh, huyện Triệu Sơn, tỉnh Thanh Hóa.
Tháng 02 năm 1970, 22 tuổi, Lê Văn Bảy là chính trị viên Đại đội  tiểu đoàn 7, Trung đoàn 66, Sư đoàn 10, Quân đoàn 3.
Tháng 05 năm 1972, 24 tuổi, Ông là chính trị viên tiểu đoàn, Tiểu đoàn 7, Trung đoàn 66, Sư đoàn 10, Quân đoàn 3.
Tháng 05 năm 1973, Ông là chủ nhiệm chính trị Trung đoàn 66, Sư đoàn 10, Quân đoàn 3.
Tháng 01 năm 1990: Ông là Chủ nhiệm Chính trị quân đoàn 3.
Tháng 09/1997: Ông là Chủ nhiệm Chính trị Học viện Lục Quân Đà lạt.
Tháng 06 năm 2005: Ông được nâng quân hàm Thiếu tướng QDNDVN và là Phó Giám đốc về Chính trị Học viện Lục Quân Đà lạt.
Tháng 04 năm 2006: Ông là Chính Ủy Học viện Lục Quân Đà lạt cho đến khi về hưu.
Lê Văn Bảy là đảng viên Đảng Cộng sản Việt Nam. 

## Khen thưởng
- Huân chương Bảo vệ Tổ quốc hạng Nhì (trao ngày 31 tháng 8 năm 2019)